# Weser-Kurier

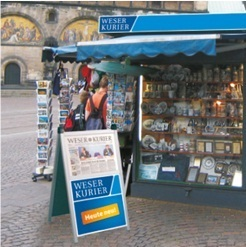
Tidningsstånd med tidningens logotyp i Bremen.

Weser-Kurier är en tysk regional dagstidning i förbundslandet Bremen och dess omgivande område i Niedersachsen, grundad 1945. Namnet syftar på floden Weser i området. Bremer Nachrichten, en av Tysklands äldsta tidningar, grundad 1743, är idag sammanslagen med Weser-Kurier under förlaget Bremer Tageszeitungen, och tidningens huvudutgåva ges ut under namnet Bremer Nachrichten i staden Bremen, men med samma innehåll som Weser-Kurier. Till tidningens huvudutgåvor räknas även Verdener Nachrichten i Verden, där lokalt redaktionellt innehåll från Verden ingår men regionala och överregionala nyheter tas från Weser-Kurier i den så kallade manteldelen.